# Apicia agathoaria
Apicia agathoaria är en fjärilsart som beskrevs av Walker 1860. Apicia agathoaria ingår i släktet Apicia och familjen mätare. Inga underarter finns listade i Catalogue of Life.